# NGC 1132
NGC 1132 este o galaxie eliptică situată în constelația Eridanul. A fost descoperită în 23 noiembrie 1827 de către John Herschel. Se află la o distanță de 80,91 de megaparseci de Pământ.